# يان فاكتور

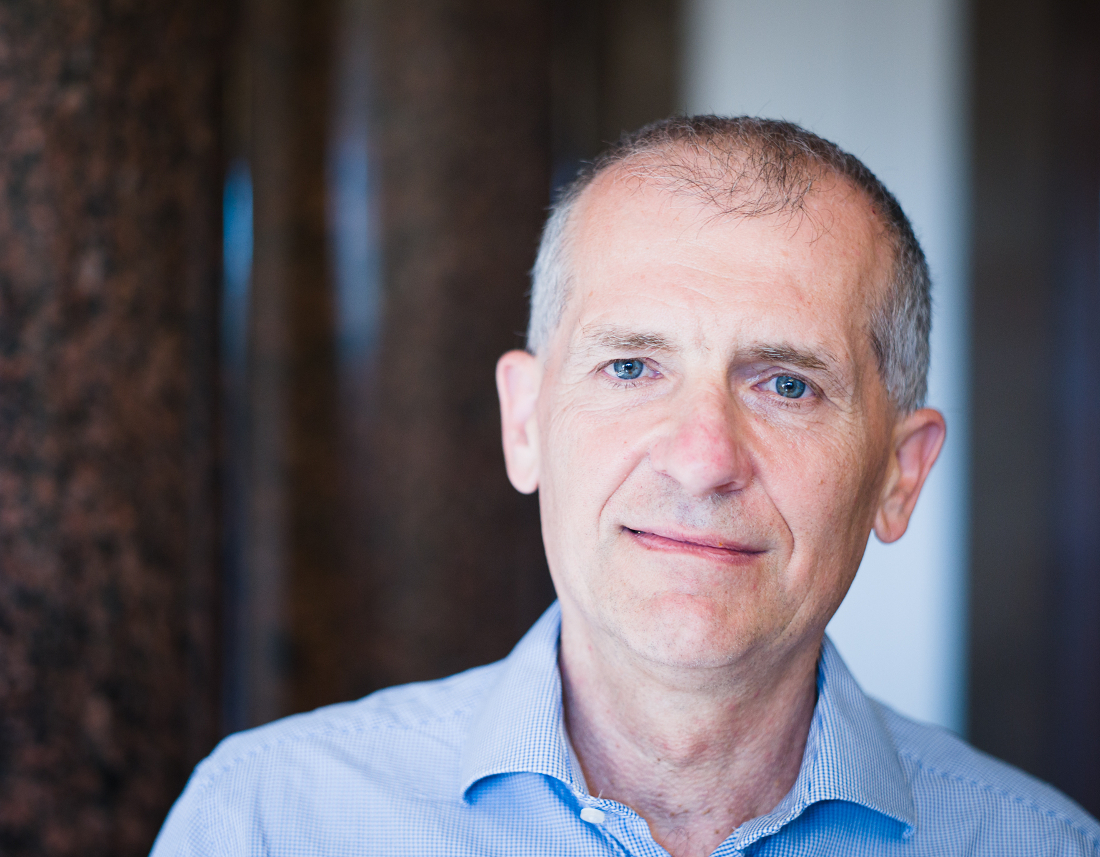
Jan Faktor, Prague 2015

يان فاكتور Jan Faktor (ولد في 3 نوفمبر 1951 في براج) هو أديب ومترجم ألماني من أصل تشيكي.
نال جائزة ألفريد دوبلن في عام 2005 عن روايته Schornstein.

## روابط خارجية
- يان فاكتور على موقع مونزينجر (الألمانية)